# Santo António dos Olivais
Santo António dos Olivais is een plaats (freguesia) in de Portugese gemeente Coimbra en telt 39 516 inwoners (2001).